# جورج جاكوبس
جورج جاكوبس (بالإنجليزية: George Jacobs)‏ هو مدرب كرة سلة أمريكي، ولد في 1899، وتوفي في 19 مايو 1968.